# デュアルSIM

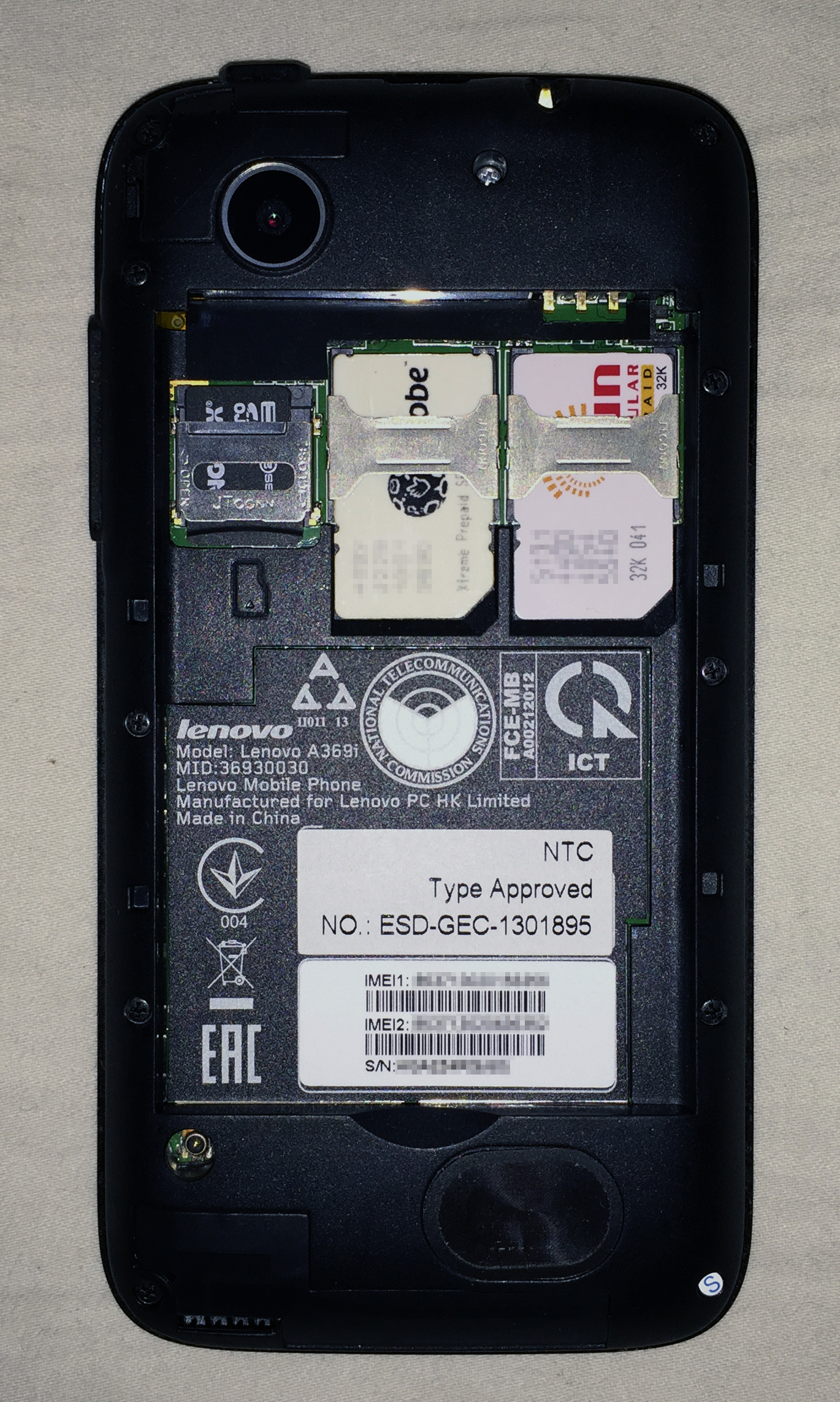
デュアルSIMスロットを搭載したLenovo A369i。サイズの大きいMini SIMが採用されたスマートフォンは、端末のバッテリーを取り外して、その下にSIMスロットが装備されているものが一般的。

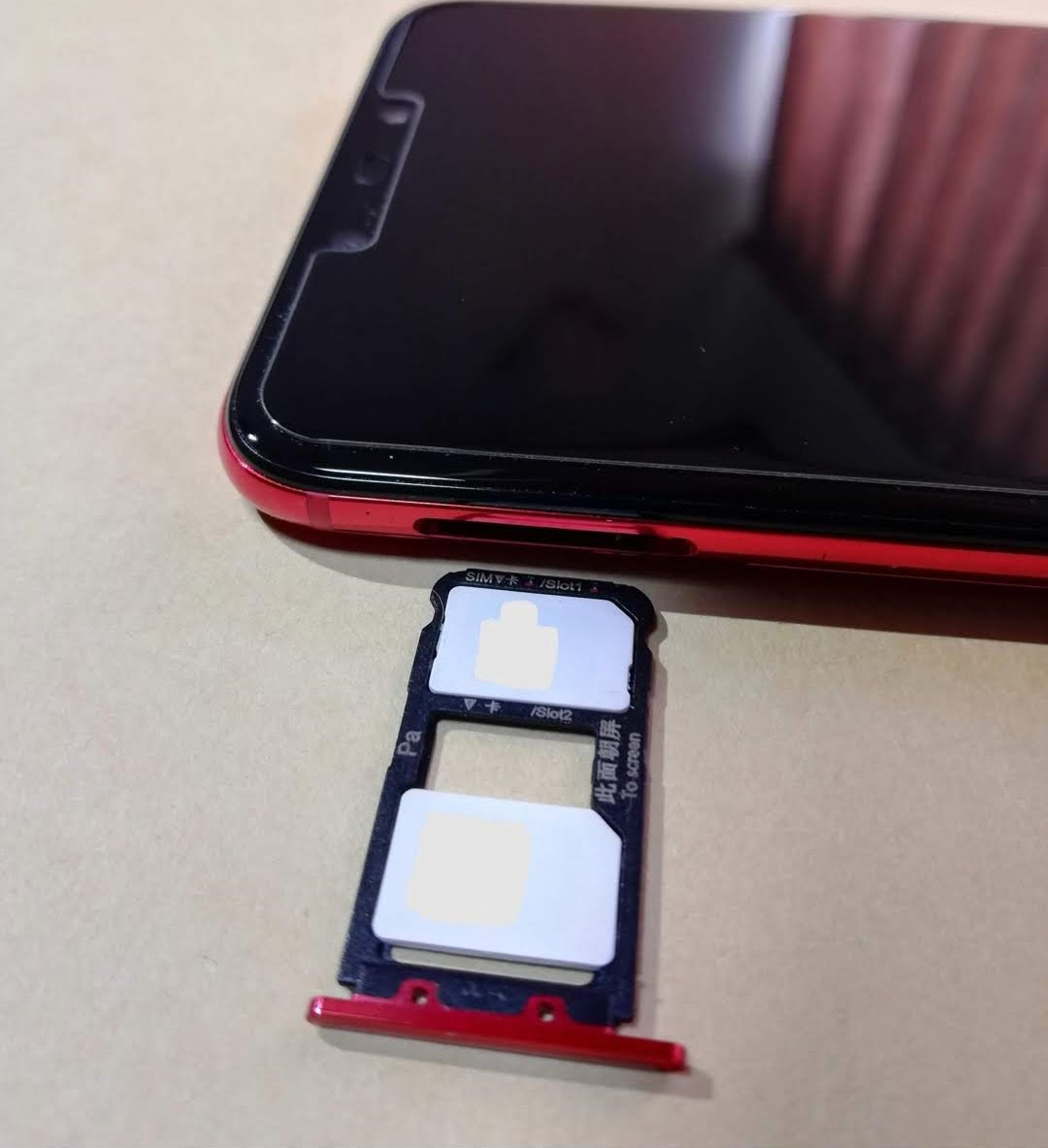
サイズの小さいNano SIMが2枚入るデュアルSIMスロット。このタイプはSIMスロットが別ユニットになっており、SIMピンでスロットを取り出してSIMカードをはめ込むタイプである。

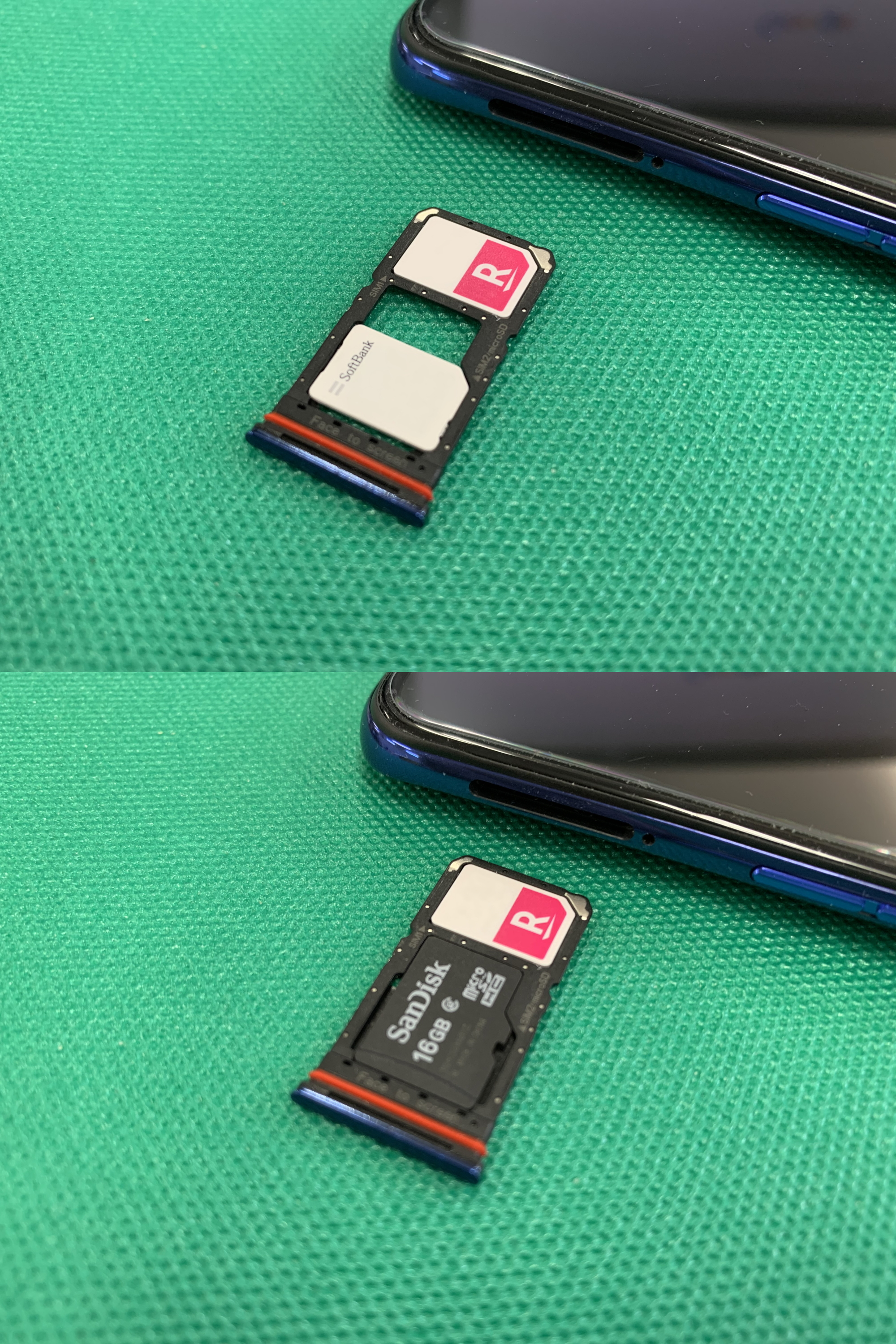
SIM1は、NanoSIMカード専用。SIM2は、NanoSIMカードもしくはmicroSDカードの排他利用の例。

デュアルSIMは、2つのSIMカードスロットを有し、一台の端末で任意にネットワークを切り替えられる携帯電話端末のことである。もしくは、それを可能にする外付けアダプターを指す場合もある。ビジネス用とプライベート用、又は違った契約内容のSIMカードを1台の電話機で切替えて使う事が出来るので、電話機を2台持ち歩く必要が無くなる便利なグッズである。ヨーロッパやアジアのGSM圏では過去から利用者の多いポピュラーなアイテムである。日本でも2013年頃から販売され始め、現在ではファーウェイ、Apple、OPPO、シャオミ、ASUS、シャープなどがデュアルSIM対応スマートフォンを日本でリリースしている。

## 携帯電話
携帯電話本体にデュアルSIMとしての機能が備わっているもの。SIMカードスロットが2つ搭載されていて、ネットワークを任意に切り替えることが出来る。日本国外で主に開発途上国を中心に普及している。日本国外では、プリペイドSIMが普及しているため、複数のSIMカードを保有していても日本のように負担額が増えるわけではない。そこで、かける相手によってSIMカードを切り替えたり、あるいは家族で一台の端末を共有するといった使い方がされている。日本では当初、デュアルSIM搭載機種が皆無だったが、2013年に入りフリーテルやコヴィア、ポラロイド、イオンのスマートフォンなどから日本でも発売された。
当初は（設定などから）手動でSIMカードを切り替えて使うDSSS（デュアルSIMシングルスタンバイ）と呼ばれるものだった。2010年代後半頃からは、2つのSIMで同時待ち受けが可能なDSDS（デュアルSIMデュアルスタンバイ）製品が出始めた。その後には、双方のSIMで4G通信/VoLTEが可能なDSDSの一種、DSDV（デュアルSIMデュアルVoLTE）製品も出始めた。一方で、アメリカの大手メーカーのアップルは、iPhone XSとiPhone XRからNano SIMとeSIMを用いたデュアルSIMに対応した。片方はNano SIMの物理的なカードをセットするが、もう一方のeSIMは組み込み型のためシステムの設定上からセットアップする特殊なタイプである。
2020年12月時点ではファーウェイの一部製品に限られるが、DSDS/DSDVの上位仕様としてDSDA（デュアルSIMデュアルアクティブ）があり、これに対応している製品では同時待ち受けだけでなく同時通信も可能となるため、例えば1枚目のSIMカードで通話しながら2枚目のSIMカードでデータ通信を行うという使い方ができる。
またトリプルスロット搭載の機種も増えてきておりSIMカード2枚利用に加えてSDカード利用が可能となっている。さらにiPhone 13以降やRakuten Hand 5GのようにeSIMを2種類入れることで複数回線が運用可能な「デュアルeSIM」が使える機種も登場している。

## アダプター
通常の携帯電話に、アダプターを挿入し無理矢理2つのSIMカードを使用するタイプ。電話機のSIMスロットにダミーSIMを差込みフレキ基板を介してSIMカードを装着するタイプと、SIMカードのICチップ部分だけを小さく切取り、SIMカードと同じ大きさのアダプターに装着するタイプの2種類に分類できる。両者とも搭載されているチップで2枚のSIMカードを切替える。
SIMカードの切替えは、電話機本体の電源のON/OFFで切替える物と、搭載されているチップにソフトウェアがセットされており、ソフトウェアを操作する事によって2枚を切替える物がある。2010年代後半からはDSDS（デュアルSIMデュアルスタンバイ）対応の製品が増え始めており、同時待ち受けが可能になっている。

### 種類

#### SIMカードに手を加えないタイプ
このタイプは携帯電話のSIMスロットにダミーSIMを差込み、フレキシブル基板を介してスロットに有るホルダーにSIMを設置する。基本的にSIMカードや携帯電話を加工する事無く設置できる。携帯電話によってSIMスロットの位置や向きが異なる為、形状の違う物が数種類あり、自分の電話機に適した物を選択する必要がある。切替えは携帯電話の電源のON/OFFで切替える物が主流である。
メリット
- 電話機もSIMカードも加工が必要ない。
- チップとの相性問題が少なく、スペースさえ有れば使用できる。

デメリット
- バッテリーとバッテリーカバーの間に設置する為、カバーが閉め難くなったり膨れたりする。
- スペースの問題で設置出来ない電話機がある。
- 構造上、リアカバーを頻繁に開け閉めすると断線しやすい。

#### SIMカードを切断して装着するタイプ
このタイプはSIMカードに付属のステッカーを貼り、ステッカーに書かれている切取り線に合わせて切断してDual SIMに設置する。SIMの固定は薄い金属のカバーで押さえる様になっており、一度セットするとカバーを開けるのは苦労する。Dual SIMはSIMカードと同じ大きさで、若干厚みは増すが設置場所は問わない。ICチップにソフトウェアがインストールされており、切替えはソフトウェア上で行なう。SIMを切断する専用工具（バイスグリップに専用パンチが付いた物）も販売されている。
メリット
- SIMスロットに装着するため、基本的に機種を問わない。
- ソフトウェアで切替える為、携帯電話の電話機を切る必要が無い。

デメリット
- SIMカードを切断するので、切断に失敗するとSIMカードは使えなくなる。
- 厚みが増すので、携帯電話のスロットから抜けなくなる場合がある。
- ソフトウェアの関係なのか、動作しない電話機が有る。

日本の場合、SIMカードはキャリアからの貸与であり、解約の際には返却しなければならないので、SIMカードを切断する事によって後々問題が発生する可能性がある。

## 註釈
1. ↑  “デュアルSIMカードスロットが標準搭載された、SIMフリー格安スマホが登場!”
2. ↑  “SIMフリースマートフォン「FleaPhone CP-F03a」”. Covia
3. ↑  “ポラロイド、SIMロックフリーの子供向けスマートフォン「PolaSma」”. PC Watch. (2014年4月2日)
4. ↑  2016年のSIMフリースマホを振り返る&2017年への期待
5. ↑  DSDV対応の「ZenFone 5」を買って、au系SIMの同時待受を試す
6. 1 2  “DSDV徹底解説 DSDSとDSDVの違いとは? | DSDV iPhone/Android対応機種まとめ - Moment Tech”. momenttech.tokyo. 2022年1月20日閲覧。
7. ↑  SIM、デュアルSIM（DSSS、DSDS、DSDV、DSDA）とはなんですか?SIMの種類を教えてください。 - 楽天モバイル
8. ↑  格安SIM用語「DSDA」 - BIC SIM
9. ↑  2枚のSIMカードを自在に使い分けられる、DSDV対応スマホカタログ（2020年12月更新） 価格.comマガジン 2020年12月4日